# Чагарниця рудобока
Чагарни́ця рудобока (Montecincla meridionalis) — вид горобцеподібних птахів родини Leiothrichidae. Ендемік Індії. Раніше вважався підвидом кералайської чагарниці.

## Поширення і екологія
Рудобокі чагарниці мешкають в Західних Гатах на південь від річки Ачанковіл, в горах Потігай. Вони живуть у високогірних чагарникових заростях, на берегах річок і струмків, на узліссях, в садах і на плантаціях. Зустрічаються на висоті від 800 до 2135 м над рівнем моря.

## Збереження
МСОП класифікує цей вид як вразливий. За оцінками дослідників, популяція рудобоких чагарниць становить від 2500 до 10000 птахів. Їм загрожує знищення природного середовища.